# دومیتین ندایزیه

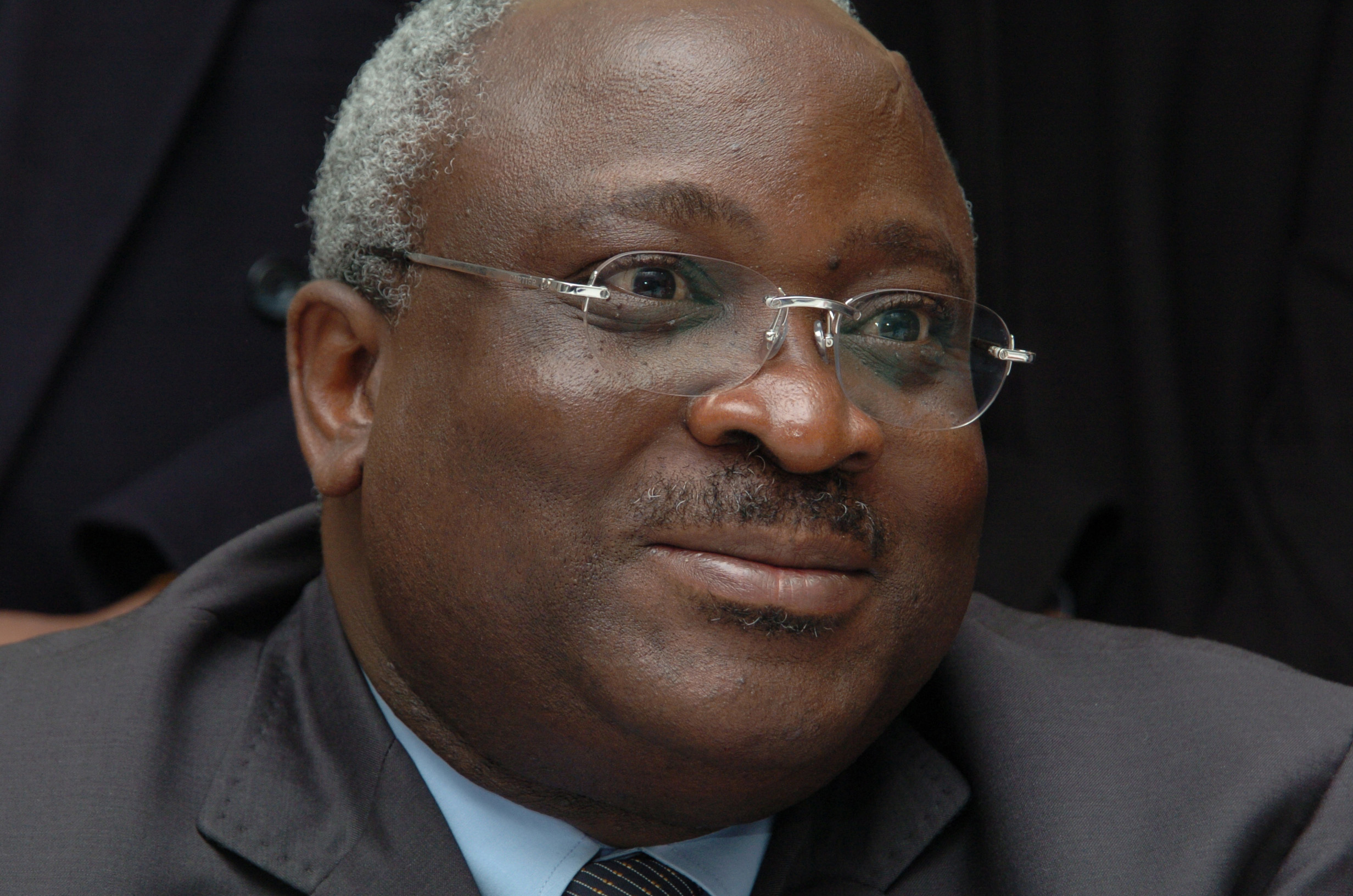

دومیتین ندایزیه (انگلیسی: Domitien Ndayizeye؛ زادهٔ ۲ مهٔ ۱۹۵۳) یک سیاست‌مدار اهل بوروندی است.